# Teupin Batee (Idi Rayeuk)
Teupin Batee is een bestuurslaag in het regentschap Aceh Timur van de provincie Atjeh, Indonesië. Teupin Batee telt 657 inwoners (volkstelling 2010).